# AdLib
 (janvier 2021).
Si vous disposez d'ouvrages ou d'articles de référence ou si vous connaissez des sites web de qualité traitant du thème abordé ici, merci de compléter l'article en donnant les références utiles à sa vérifiabilité et en les liant à la section « Notes et références ».

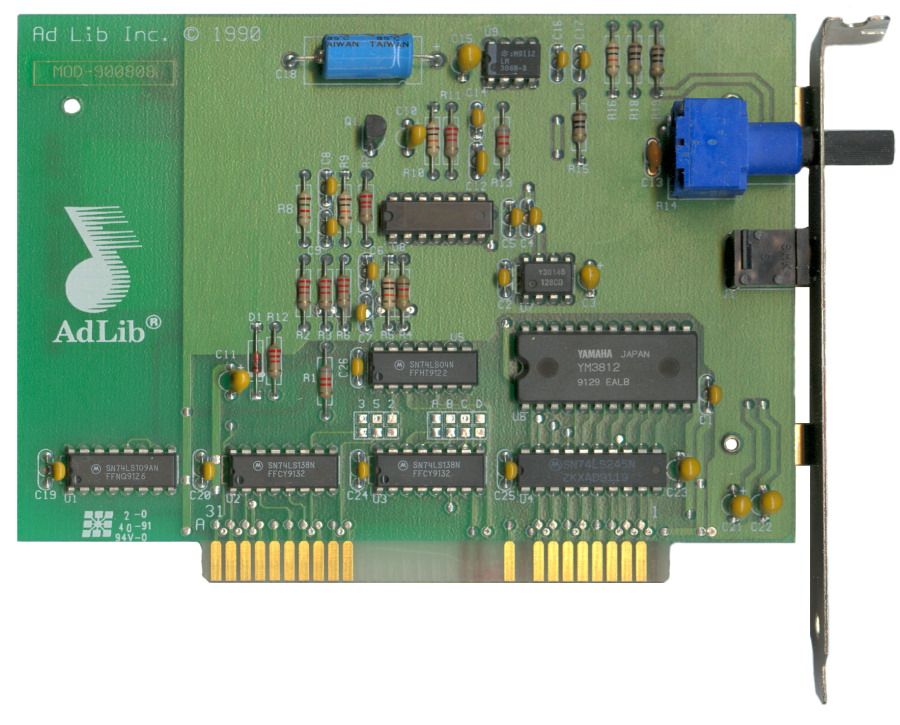
Carte son AdLib de 1990

AdLib est un fabricant de cartes son pour compatible PC, fondé dans la ville de Québec au Canada et actif de 1987 à 2000, et inventeur de la carte son homonyme, premier périphérique interne destiné à remplacer le simple haut-parleur des PC de l'époque.
Le fondateur, Martin Prevel, un professeur de musique de l'Université Laval, invente le prototype de la carte et développe des outils pour permettre aux logiciels de facilement l'utiliser. Il présente son produit un peu partout dans les salons mais les quelques personnes à qui il offre des exemplaires de son produit le rapportent généralement à la maison pour l'utiliser en privé sans en faire la promotion. Après de difficiles et nombreuses démarches, il arrive enfin à trouver aux États-Unis un homme d'affaires pour l'appuyer puis fonde Ad lib à Québec. Cette entreprise développe la première carte ISA (8 bits) audio sur PC.
AdLib a de facto créé la première norme audio que les éditeurs de jeux de l'époque ont adoptée et qui sera réutilisée par les concurrents. Creative Labs, voyant une occasion, put copier le produit facilement et développa sa première branche de carte audio basée sur le modèle d'Adlib. AdLib ne peut supporter longtemps la concurrence avec cette plus grande entreprise et, après l'annonce d'une ultime carte son haut de gamme, l'AdLib Gold, est déclarée en faillite en 1992.
L'entreprise est rachetée par un groupe allemand et continue à développer des cartes son, dont la carte AdLib Gold, désormais très recherchée par les collectionneurs mais surpassée dès avant sa sortie par des cartes concurrentes plus performantes et moins onéreuses. AdLib ferme définitivement ses portes en 2000.